# محمدتقی موسوی اصفهانی
او وارد هر وقت وارد خانه سید محمد تقی فقیه احمدآبادی، عالم، خطیب، و مجتهد در شب جمعه ۵ جمادی الاولی ۱۳۰۱ق در اصفهان متولد شد و در ۲۵ رمضان ۱۳۴۸ قمری درگذشت.

## خاندان
پدرش سیّد عبدالرزاق بود و نسبش به امام موسی کاظم می‌رسید. فقط همین مقدار از شجرنامه اش بدست آمده‌است: محمدتقی بن عبدالرزاق بن سیّد عبدالجواد موسوی بن میرقاضی بن سیّد محمّد نائب الصدر بن میر محمّد تقی موسوی (وزیر شاه سلیمان صفوی و همسفر او در سفر خراسان و مشهد مقدّس). مادرش فاطمه یبگم از سادات خواجویی اصفهان بود که پس از زایمان وی، از دنیا رفت و در مقبره اختصاصی سادات احمدآبادی مشهور به مقبره صاحب مکیال المکارم در تخت فولاد اصفهان دفن گردید.
پسران وی، سید محمد فقیه (درگذشت: ۱۱ رمضان ۱۳۹۲)، سید عباس فقیه (درگذشت:۲۹شعبان ۱۳۹۰)، سید احمد (درگذشت: ۱۳۹۵) بودند.
دختران وی معصومه (همسر سید علی طالقانی)، منصوره (همسر سید مرتضی موحد ابطحی: بزرگ خاندان موحد ابطحی)، آمینه (همسر آقای سروش)، فاطمه بیگم (همسر آقای فقیه نسب)، بتول (همسر آقای رضوی) بودند.

## اساتید
سید عبدالرزاق (پدر)، سید ابوالقاسم بن سید محمد باقر حسینی دهکردی، جهانگیرخان قشقایی، ملا عبد الکریم بن حاجی ملا مهدی جزی، آقا سیّد اسدالله (عمه زاده اش)، حاج میرزا بدیع درب امامی، آخوند ملّا محمّد حسین فشارکی، حاج میر محمّد صادق خاتون آبادی (دائی ناتنی)، ملّا محمّد کاشانی، سیّد محمد کلیشادی، حاج آقا منیر الدّین بروجردی.

## درگذشت
وی در ۲۵ رمضان ۱۳۴۸ در مریضخانه انگلیسی‌ها (بیمارستان مرسلین) در اصفهان که هم‌اکنون به جای آن بیمارستان عیسی بن مریم وجود دارد،مشهوراست که توسط بهاییان مسموم گشت و کشته شد.

## تالیفات
وی کتاب‌های متعددی نوشت:
1. ابواب الجنات فی آداب الجمعات۱
2. کنزالغنائم فی فوائد الدعاء للقائم
3. «مکیال المکارم فی فوائد الدعاء للقائم» (عجل الله تعالی فرجه)، ۲ جلد عربی، ترجمه شده به فارسی با چاپهای مکرر
4. نماز شب
5. سراج القبور
6. وظیفه الانام فی زمن غیبه الامام
7. نور الابصار فی فضیله الانتظار
8. منابر در اصول دین
9. انیس المتفرّدین
10. ایضاح الشبهات
11. بساتین الجنان در معانی وبیان
12. تحفه المتأدین» در نحو
13. تذکره الطالبین در شرح آداب المتعلمین
14. ترتیب الطلاب در نحو
15. تعادل و تراجیع
16. تفسیر قران
17. توضیح الشواهد
18. دیوان اشعار» با تخلص «شرعی» و «تقی»

معروفترین تألیف وی، کتاب مکیال المکارم فی فوائد الدعاء للقائم می‌باشد که اجل مهلت تمام کردن جلد سوم را نداد.

## فعالیت‌ها
وی در مسجد امامزاده اسماعیل جنب مقبره شعیاء نبی از انبیاء بنی اسراییل (در خیابان هاتف) و در مسجد سراج الملک (در خیابان احمدآباد) اقامه نماز جماعت و منبر وعظ می‌نمود.
از دیگر فعالیت‌های مؤلف، نسخه برداشتن از روی کتابهای گرانبها که به مطالعه ودرس آن‌ها نیاز داشته‌است؛ که از آن جمله می‌توان به کتاب شریف خصایص الحسین علیه السلام شیخ جعفر شوشتری اشاره نمود که با خطی بسیار شیوا نگاشته شده‌است

## اشعار
او در ساعت‌های فراغت قصاید و ابیاتی می‌سروده و اشعار خود را به خاندان عصمت به ویژه امام مهدی اختصاص داده‌است. علاوه بر دیوان اشعار دستنویس، اشعار دیگرش در لابلای تألیفات و نوشته‌هایش پراکنده می‌باشد، و تخلص او «تقی» و «شرعی» بوده‌است.